# Ėduard Tjukin
Ėduard Avtandilović Tjukin (in russo Эдуард Автандилович Тюкин?; Sterlitamak, 19 maggio 1978) è un ex sollevatore russo naturalizzato kazako che ha gareggiato nella categoria dei pesi medio-massimi (fino a 94 kg.).

## Carriera
Tjukin ha avuto il suo anno di grazia nel 2004, quando, da atleta russo, ha vinto la medaglia d'argento nel mese di aprile ai Campionati europei di Kiev con 397,5 kg. nel totale, alle spalle del bulgaro Milen Dobrev (402,5 kg.) e davanti all'ucraino Anatolij Mušyk (395 kg.).
Il 23 agosto dello stesso anno ha preso parte alla competizione della categoria dei pesi medio-massimi alle Olimpiadi di Atene 2004, totalizzando 397,5 kg. come ai precedenti campionati europei e terminando alla medaglia di bronzo dietro a Milen Dobrev (407,5 kg.) ed al connazionale Chadžimurat Akkaev (405 kg.), approfittando anche di eliminazioni eccellenti nel corso della gara.
Successivamente Ėduard Tjukin gareggerà per il Kazakistan.